# Konradsberg
Konradsberg ou hôpital de Konradsberg (en suédois : Konradsbergs hospital) est un ancien hôpital dans le quartier de Marieberg à Stockholm en Suède.

## Présentation
Konradsberg ou l'hôpital de Konradsberg est un ancien hôpital psychiatrique de l'îlot Centauren du quartier de Marieberg a proximité du parc Rålambshovsparken. 
Le bâtiment, nommé Centauren 1, ainsi que les bâtiments plus anciens et plus récents qui l'entourent, ont également été utilisés par l'école Lärarhögskolan i Stockholm, puis par l'Université de Stockholm pour ses programmes de formation des enseignants. 
Depuis août 2009, le bâtiment abrite l'école internationale Montessori de Stockholm. 
La propriété Centauren 1 a reçu le label bleu du Musée municipal de Stockholm, ce qui signifie « que le bâtiment est considéré comme ayant des valeurs culturelles et historiques exceptionnellement élevées ».

## Galerie

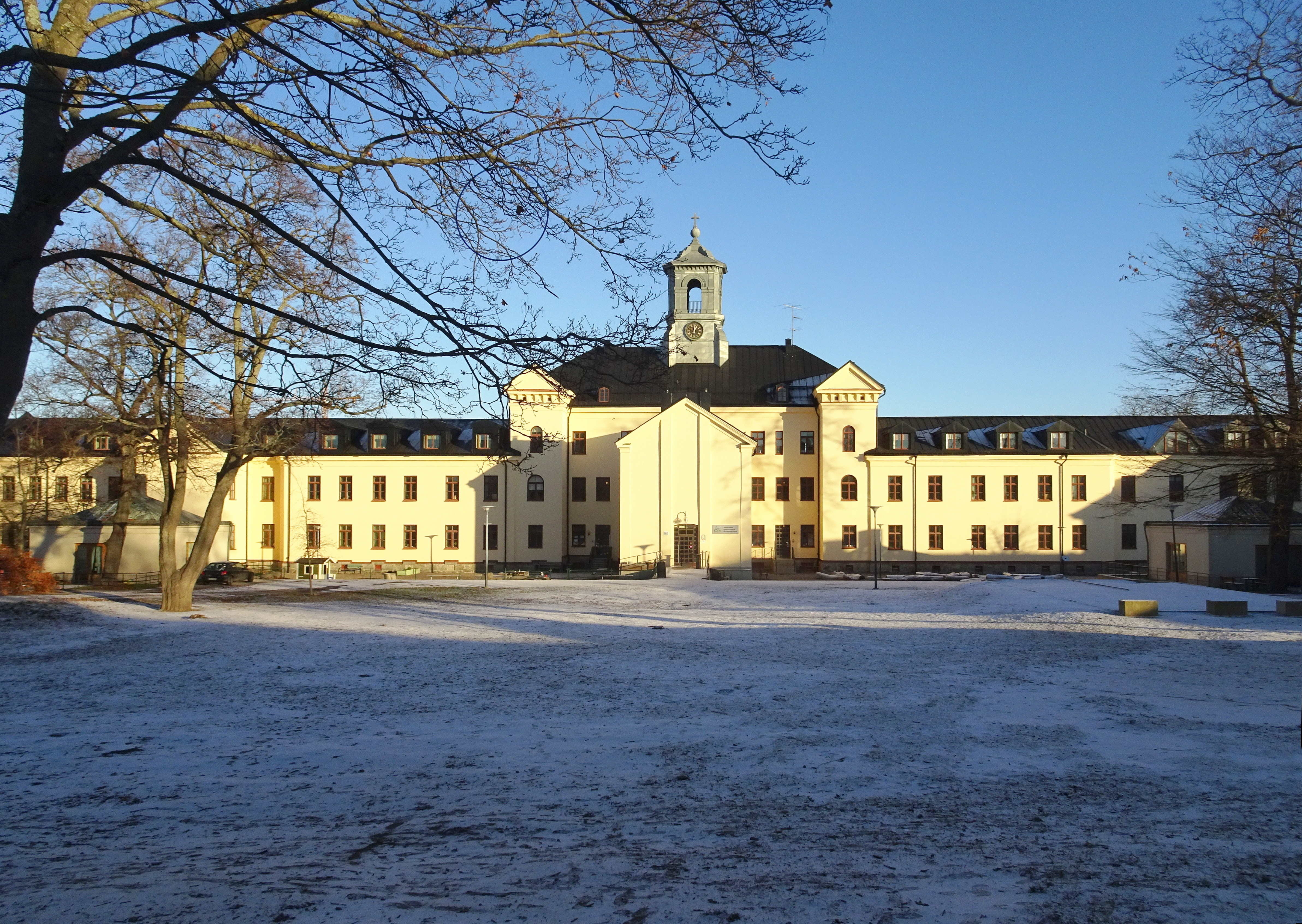
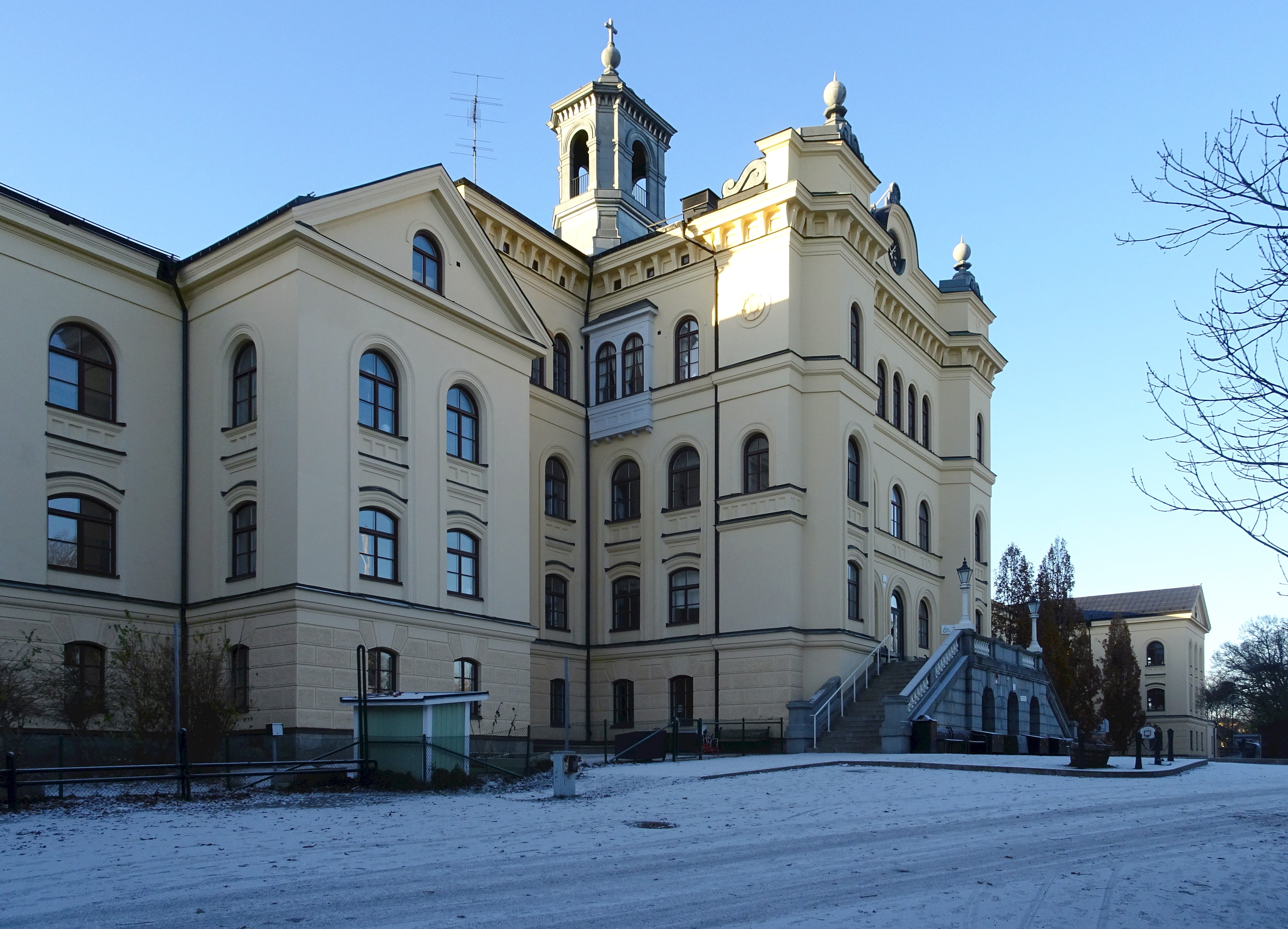
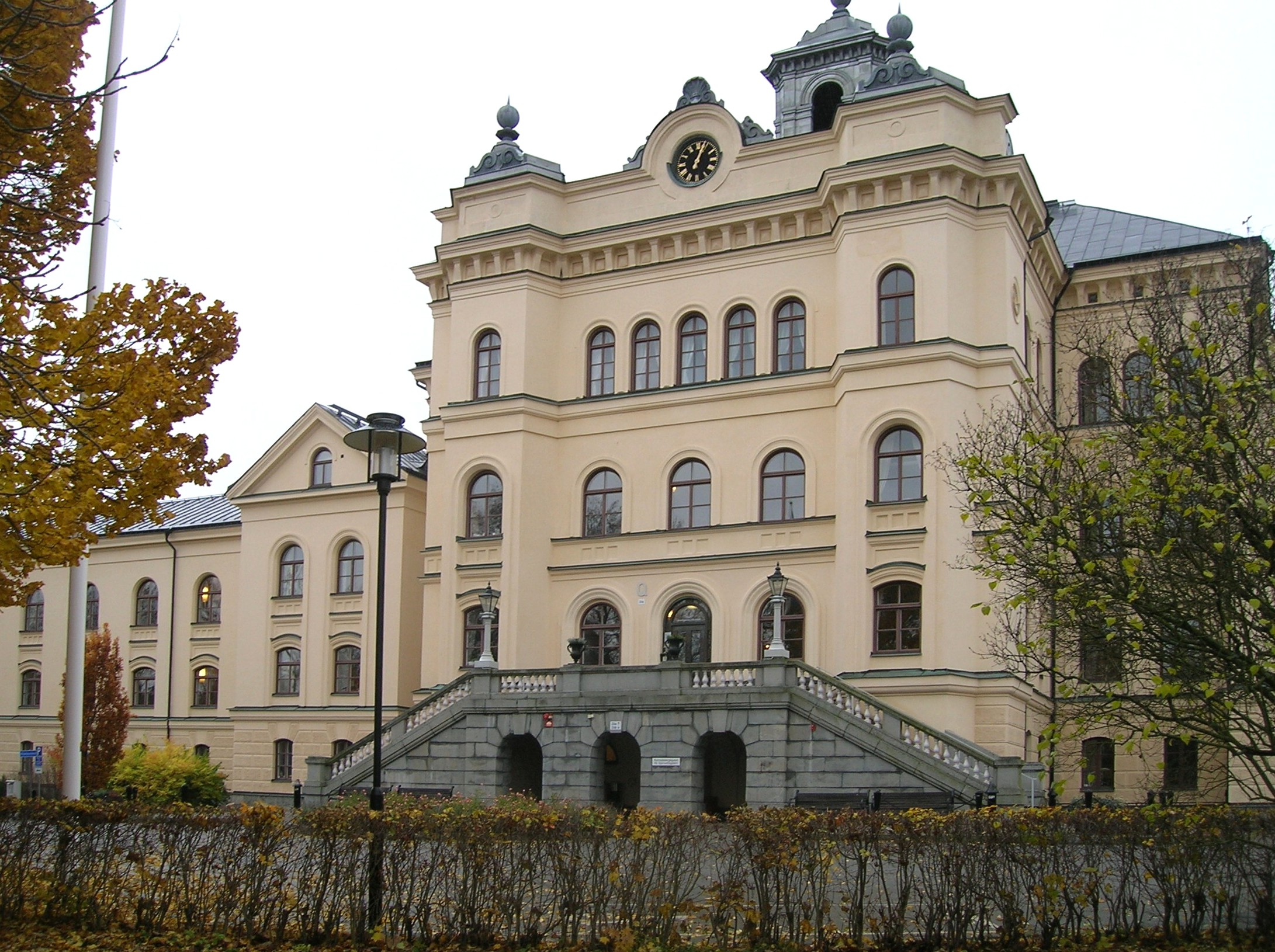
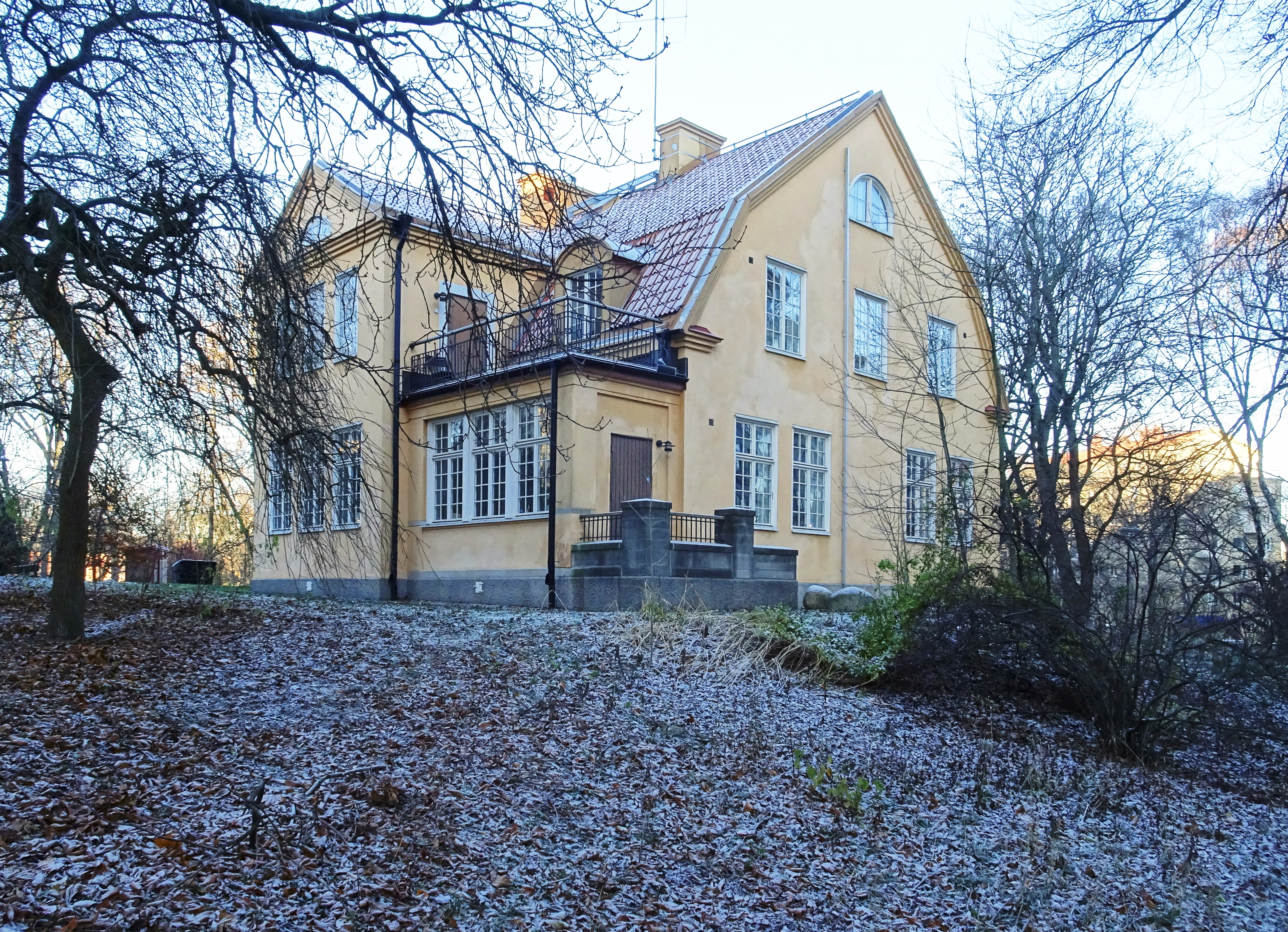

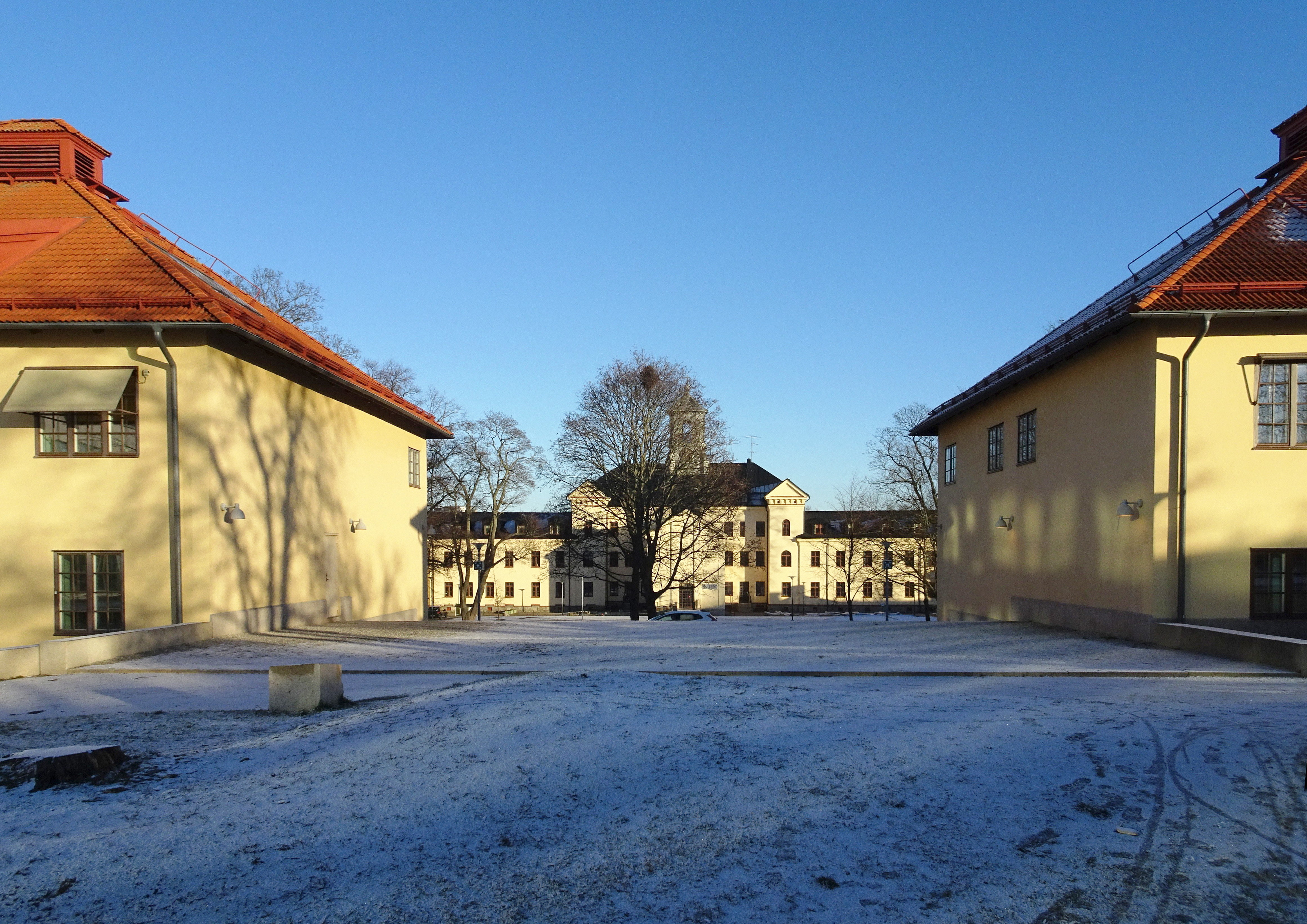
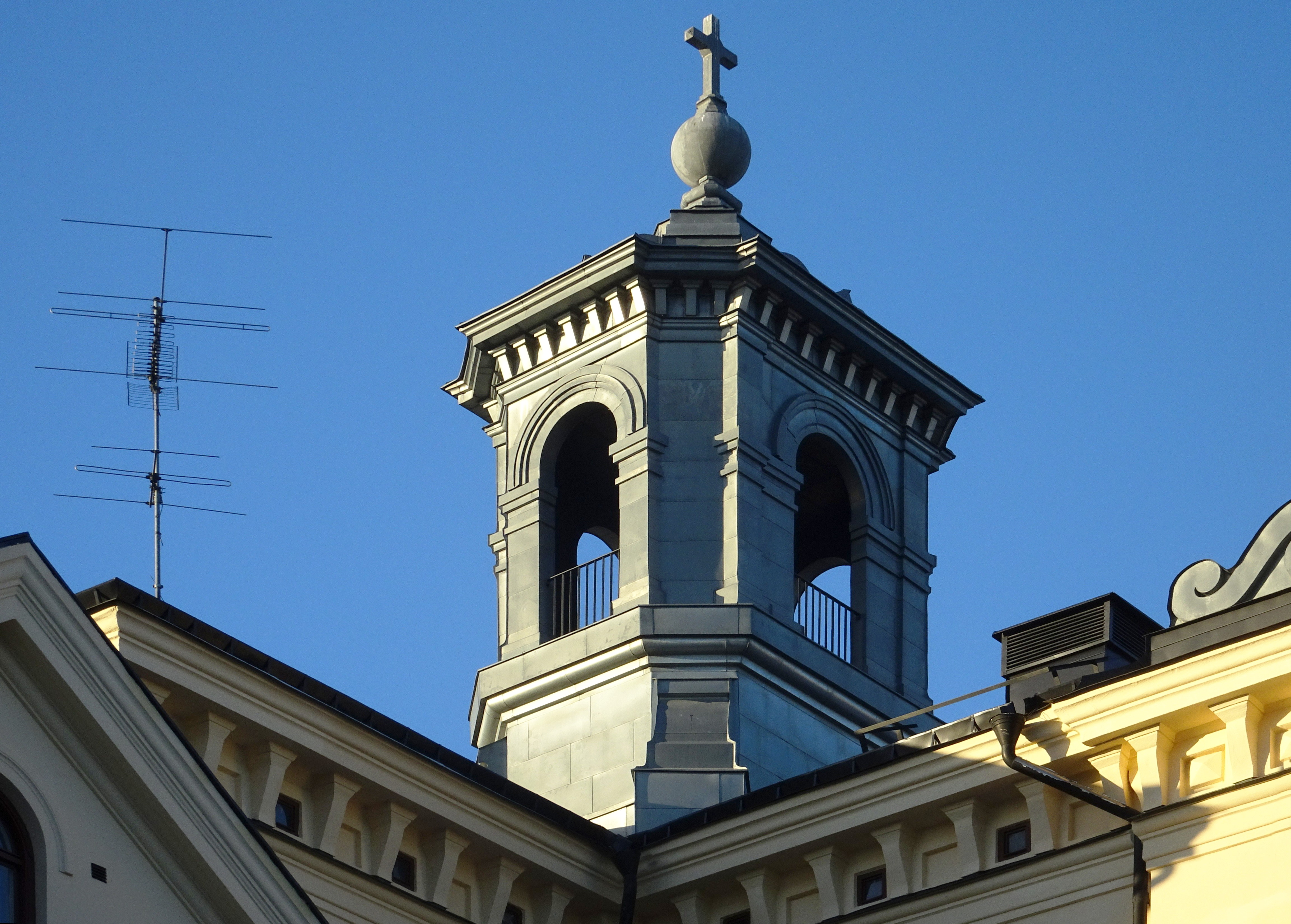
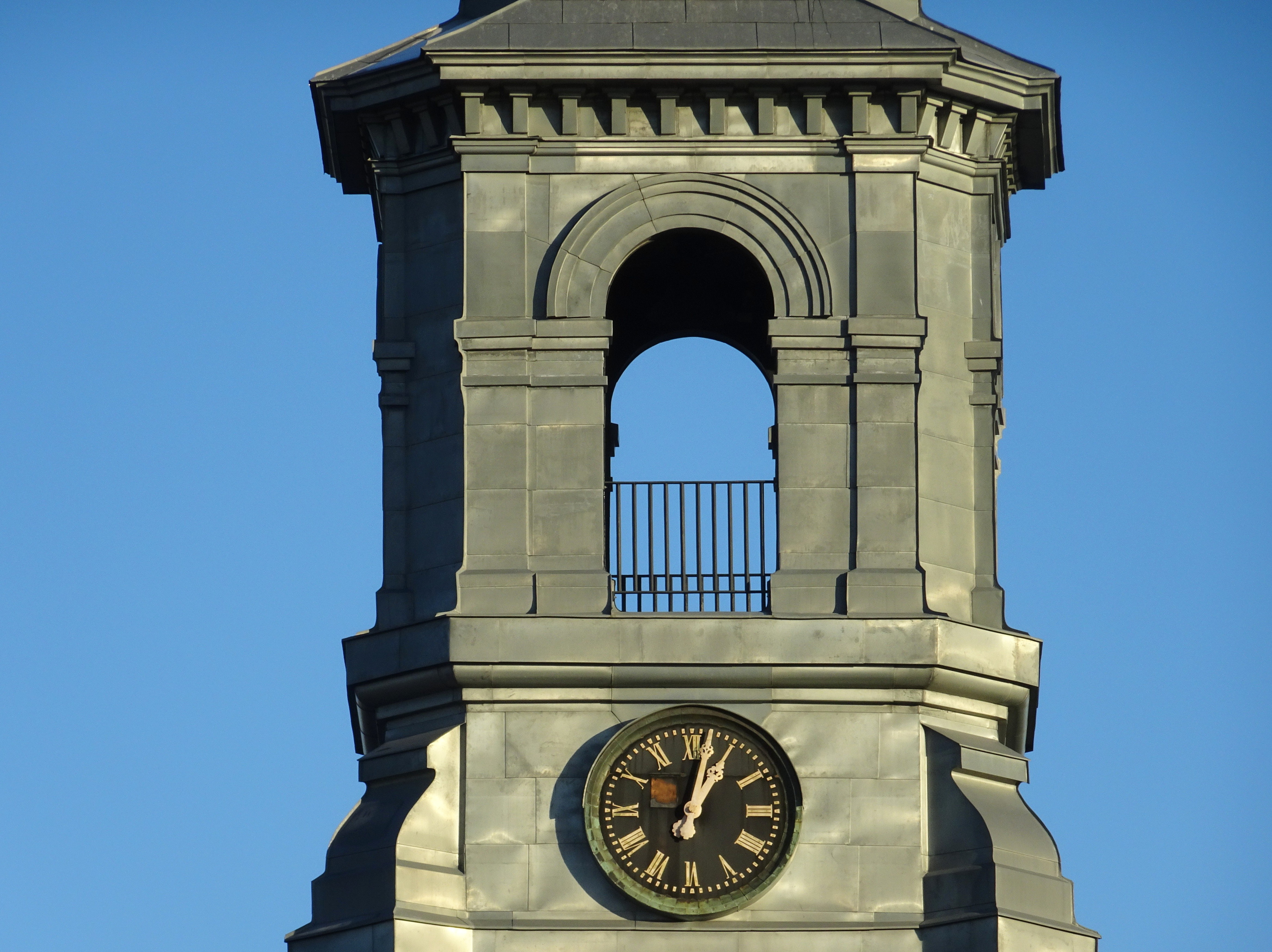
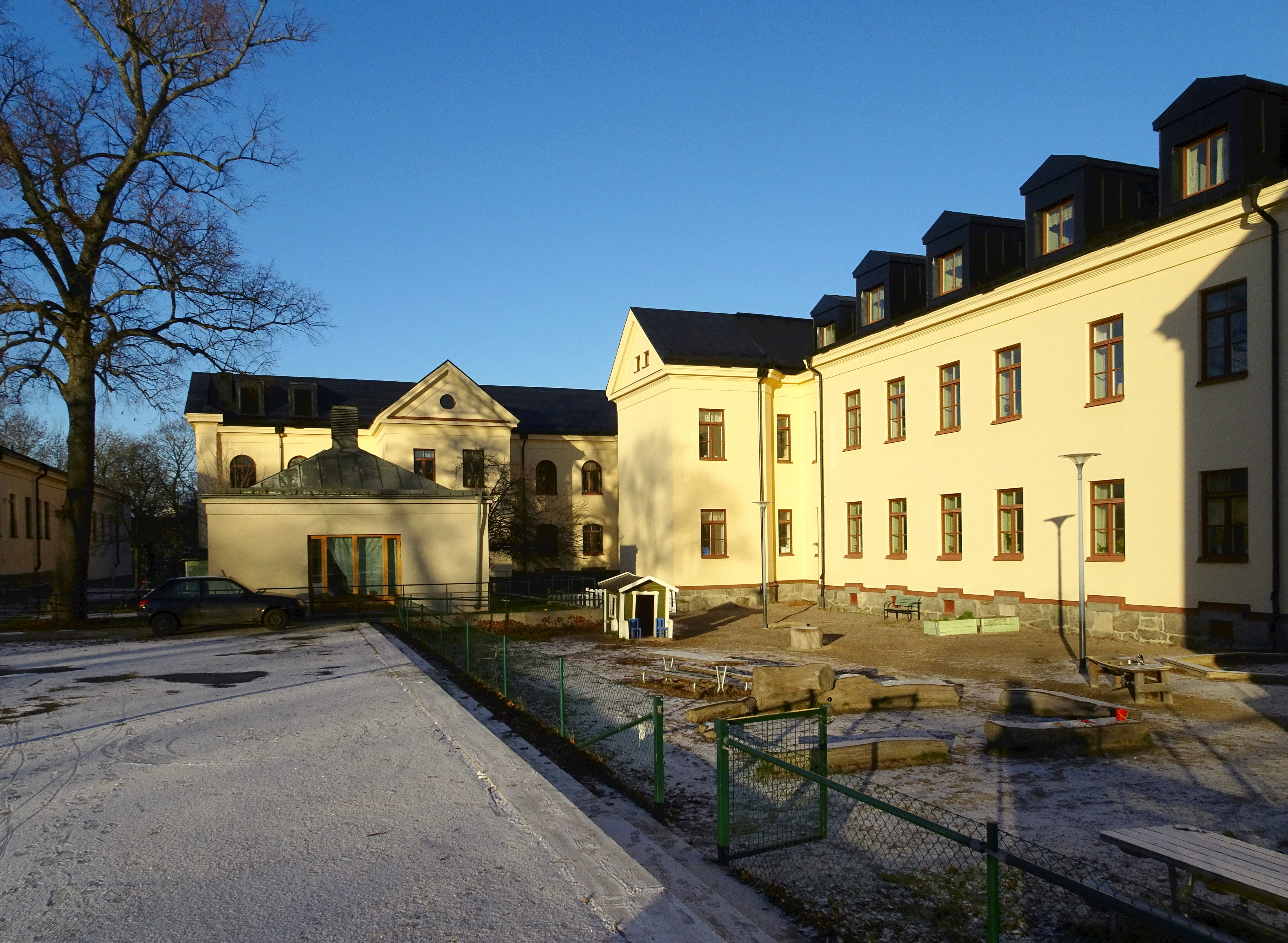